# Fabrício Mafra
Fabrício Francisco Mafra (Viçosa, 6 de março de 1982) é um levantador de peso olímpico brasileiro.
Ele competiu nos Jogos Pan-Americanos de 2007. Inicialmente, havia conquistado a medalha de bronze na categoria até 105 kg, mas a Organização Desportiva Pan-Americana confirmou a presença de testosterona exógena em seu sangue e cassou sua medalha.